# Life Support (téléfilm)
Pour les articles homonymes, voir Life Support.
Life Support est un téléfilm américain réalisé par Nelson George (en) et diffusé en 2007. Il est basé sur la vraie histoire d'Andrea Williams, une femme porteuse du VIH.

## Synopsis
Ana Walace (Queen Latifah) est diagnostiquée porteuse du VIH depuis 11 ans. Elle a contracté le virus par shoot de cocaïne avec son amoureux Slick (Wendell Pierce). Slick a contracté en premier le virus, mais il ne l'a pas dit à Ana. Ana est dévouée au travail, à Life Support, un groupe pour les personnes atteintes du SIDA, mais elle a des problèmes pour réparer sa relation avec sa fille adolescente, sur laquelle elle a perdu tous ses droits depuis 11 ans, à cause de son addiction à la drogue.

## Distribution
- Queen Latifah : Ana
- Anna Deavere Smith : Lucille
- Wendell Pierce : Slick
- Rachel Nicks : Kelly
- Evan Ross : Amare
- Gloria Reuben : Sandra
- Tony Rock : Ness
- Darrin Dewitt Henson : MJ2
- Tracee Ellis Ross : Tanya
- Limary L. Agosto : Woman #1
- Carlos Alban : Andre
- Sidné Anderson : Sister Bernice
- Dorothea Golden : Peer Counselor #1
- Chyna Layne : Deyah
- Angel Magee : Peer Counselor #2